# Junge Linke
Junge Linke (Duits voor 'jong links') is een Oostenrijkse linkse politieke jongerenorganisatie. Ze werd in 2018 opgericht nadat Junge Grüne zich had losgemaakt van de partij Die Grünen. Junge Linke werkt sindsdien nauw samen met de Communistische Partij van Oostenrijk (KPÖ). Verder bestaat er nog de Kommunistische Jugend Österreichs (KJÖ), de jongerenbeweging van de KPÖ die sinds 1970 eveneens een onafhankelijke koers vaart.